# Aleksandr Gurilow
Aleksandr Lwowicz Gurilow, ros. Александр Львович Гурилёв (ur. 22 sierpnia?/3 września 1803 w Moskwie, zm. 30 sierpnia?/11 września 1858 tamże (Mucha podaje lata życia 1802 - 1856) – rosyjski kompozytor i skrzypek.
Urodził się i wychował jako chłop pańszczyźniany będący własnością hrabiego Orłowa, w rodzinie kompozytora Lwa Gurilowa, który zapewnił Aleksandrowi edukację muzyczną. Nauczycielem gry na fortepianie młodego Gurilowa został z kolei John Field. Początkowo grał na skrzypcach w orkiestrze Orłowa, po uzyskaniu wolności w 1831 zaczął na szeroką skalę komponować utwory muzyczne. Jest autorem ok. stu różnych kompozycji muzycznych, zarówno utworów instrumentalnych (wariacje i fantazje fortepianowe), jak i muzyki do pieśni, głównie romansów. Cieszyły się one dużym uznaniem wśród Rosjan, a niektóre z nich są popularne również współcześnie. Pomimo sukcesu swoich kompozycji Gurilow żył w ubóstwie, zarabiał głównie korepetycjami, nauczając gry na fortepianie oraz sztuki śpiewu, dorabiał także korekcją zapisu nutowego. Problemy finansowe doprowadziły w końcu muzyka do choroby psychicznej. 